# 공재광
공재광(孔在光, 1963년 3월 20일~)은 대한민국의 관료, 정치인이다. 민선 6기 평택시장(2014~2018)을 지냈다.

## 학력
- 1976년 광덕국민학교 졸업
- 1979년 안중중학교 졸업
- 1982년 안중고등학교 졸업
- 2002년 한국방송통신대학교 행정학 학사
- 2009년 고려대학교 정책대학원 지방행정학 석사

## 경력
- 청북면 사무소 근무
- 1987년: 평택시청
- 수원시청
- 경기도청
- ~2009년: 행정안전부
- 2009년: 행정안전부 장관비서관
- ~2010년: 행정안전부 자치행정과 행정팀장
- 2011년~2013년: 국무총리실 과장
- ~2014년 2월: 청와대 민정수석비서관 행정관
- 청와대 부이사관
- 새누리당 중앙위원회 정보과학분과위 부위원장
- 2014년 7월~2018년 6월: 제7대 경기도 평택시장(민선 6기, 새누리당→자유한국당, 초선)
- 2018년 1월~2018년 9월: 자유한국당 경기도당 평택시 을 당원협의회 위원장
- 자유한국당 경기도당 정책개발본부 농림수산식품위원장
- 2018년 12월~2020년 2월: 자유한국당 경기도당 평택시 을 당원협의회 위원장
- 2019년 7월: 평택 소사벌초등학교 운영위원장
- 2019년 10월~2020년 2월: 자유한국당 국가정상화특별위원회 위원
- 2020년 2월~2020년 9월: 미래통합당 경기도당  평택시 갑 당협위원장
- 2020년 2월~2020년 9월: 미래통합당 경기도당 농림수산식품위원장
- 2020년 9월~2024년 2월: 국민의힘 경기도당 평택시 갑 당원협의회 위원장
- 2020년 9월: 국민의힘 경기도당 농림수산식품위원장
- 2021년 7월: 국립 한국복지대학교 특임교수
- 2021년 9월~2021년 11월: 국민의힘 윤석열 제20대 대통령 선거 예비후보 조직본부 특보단 정무특보
- 2021년 12월~2022년 3월: 국민의힘 경기도 살리는 선거대책위원회 선거대책위원장단 공동선거대책위원장
- 2023년 8월~2024년 3월: 국민의힘 경기도당 정책개발본부 경제활성화위원장
- 2023년 8월~2024년 3월: 국민의힘 지방자치위원회 부위원장
- ~2024년 3월: 국민의힘 탈당
- 2024년 3월~: 더불어민주당 입당

## 저서
- 《2014년, 9급 면서기에서 청와대 행정관까지》
- 《2018년, 공재광의 진심 기록으로 남기다》
- 《2020년, 공재광의 소통과 울림! SNS에 남기다》

## 역대 선거 결과
|  | 52.19% |

|  | 38.24% |

|  | 47.41% |